# The Blackbird
The Blackbird is een Amerikaanse misdaadfilm uit 1926 onder regie van Tod Browning. Destijds werd de film in Nederland uitgebracht onder de titel De Merel.

## Verhaal
De Merel is een meestercrimineel, die roofovervallen pleegt in Londen. Tussen die overvallen in neemt hij een andere identiteit aan. Hij wordt verliefd op Fifi Lorraine en wil juwelen voor haar stelen. Er zijn echter kapers op de kust.

## Rolverdeling
| Acteur         | Personage             |
| -------------- | --------------------- |
| Lon Chaney     | De Merel              |
| Owen Moore     | West End Bertie       |
| Renée Adorée   | Fifi Lorraine         |
| Doris Lloyd    | Polly                 |
| Andy MacLennan | De Schaduw            |
| William Weston | Red                   |
| Sidney Bracey  | Handlanger van Bertie |
| Ernie Adams    | Handlanger van Bertie |